# Klokkenstoel van Spanga

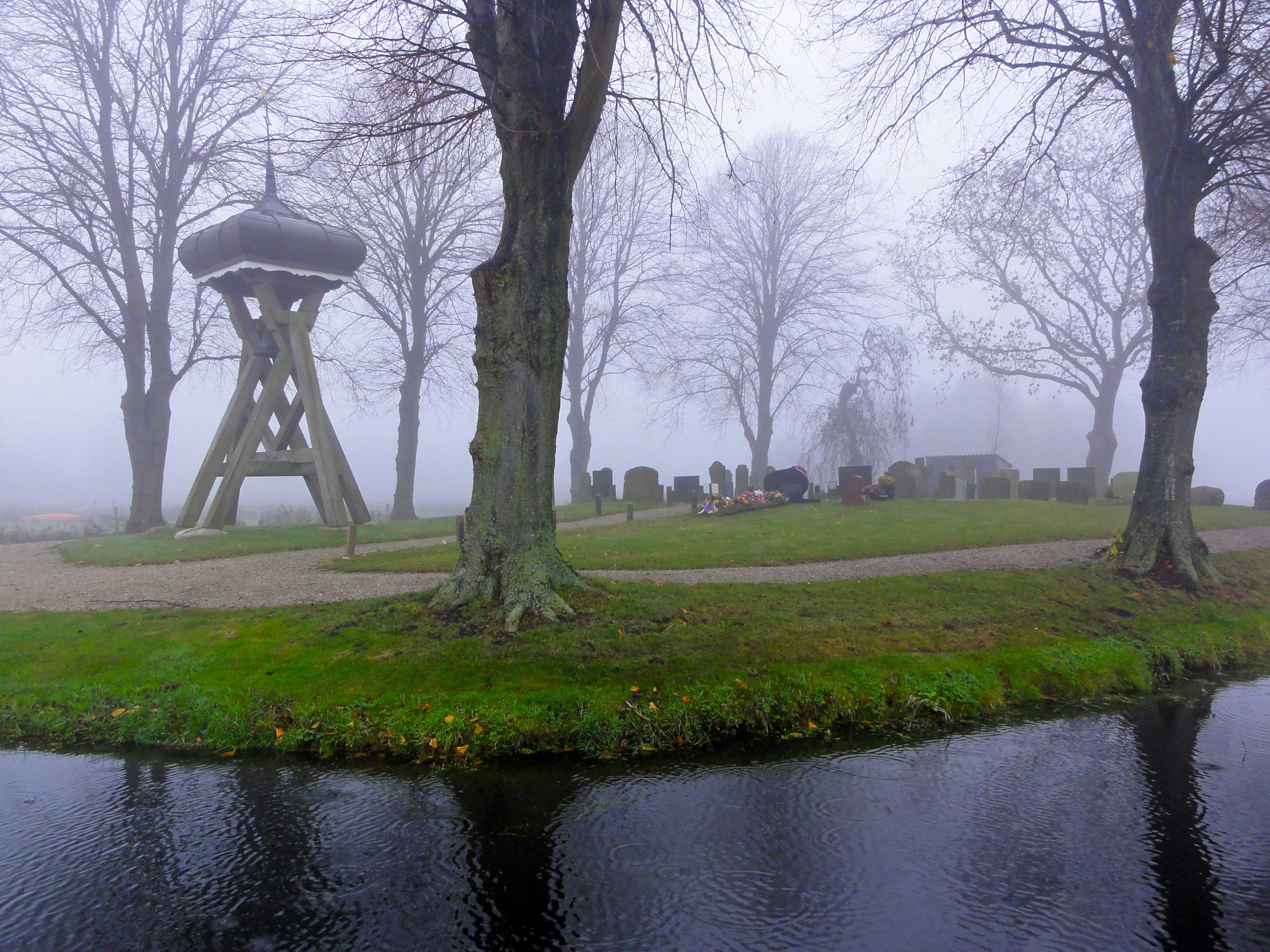
De klokkenstoel van Spanga anno 2011 op het kerkhof aldaar

De Klokkenstoel van Spanga is een monumentaal bouwwerk gelegen buiten het Friese dorp Spanga aan het voetpad langs de Rottige Meente.

## Beschrijving
In 1831 werd de oude kerk van Spanga vanwege zijn bouwvallige staat afgebroken. In 1851 werd er in Spanga een klokkenstoel gebouwd, die in 1954 bij een storm verloren ging. Deze klokkenstoel werd het jaar daarop, in 1955, vervangen door een nieuwe klokkenstoel met een sterk afgeplatte kap. Ook deze klokkenstoel heeft inmiddels het veld moeten ruimen voor een klokkenstoel, die in 1989 werd geplaatst op het kerkhof van Spanga. Geld ontbrak voor de aanschaf van een klok in deze toren, maar door een gift, ter gelegenheid van de heropening van een bankfiliaal in Wolvega, aan de gemeente Weststellingwerf kon op 27 oktober 1989 de klokkentoren alsnog worden ingeluid.
De klokkenstoel van Spanga is erkend als rijksmonument.
De klok wordt geluid bij begrafenissen. Daarbij wordt de volgende tekst gesproken:
Ik hoor de klok toe luister dan drie maal drie het is een man
ik hoor de klok toe luister nou twee maal drie nu is ’t een vrouw
ik hoor de klok en door de wind hoor ik een keer drie nu is ’t een kind